# Таврическое (Донецкая область)
Таврическое (укр. Тавричеське) — село на Украине, находится в Тельмановском районе Донецкой области. Под контролем самопровозглашённой Донецкой Народной Республики.

## География
Село расположено на левом берегу реки Кальмиуса. К западу от населённого пункта, по руслу Кальмиуса, проходит линия разграничения сил на Донбассе (см. Второе минское соглашение).

### Соседние населённые пункты по странам света

#### Под контролем ВСУ
ЮЗ: Чермалык (на правом берегу Кальмиуса)

#### Под контролем ДНР
Ю: Набережное (ниже по течению Кальмиуса)
ЮВ: Сосновское, Украинское
В: Приморское
СВ: Луково
С: Николаевка, Капланы (выше по течению Кальмиуса)

## Население
Население по переписи 2001 года составляло 273 человека.

## Общие сведения
Код КОАТУУ — 1424882907. Почтовый индекс — 87100. Телефонный код — 6279.

## Адрес местного совета
87150, Донецкая область, Тельмановский р-н, с. Луково, ул. Первомайская, 12